# Odysia isoteles
Odysia isoteles là một loài bướm đêm trong họ Geometridae.